# Паразитен капацитет
Паразитен капацитет е капацитет, който не може да се избегне и обикновено не е желан, и който съществува между частите на един електронен компонент или схема, поради близостта на елементите или частите им една до друга. Всички елементи като например бобини, диоди и транзистори имат вътрешен капацитет, което води до отклонение от идеалните характеристики на елемента. Между два свързващи проводника, както и между две съседни шини на печатната платка има капацитет, който се увеличава при намаляващо разстояние между тях.
Паразитният капацитет между намотките на един индуктивен елемент се нарича често собствен капацитет, тъй като не е свързан с други елементи. На практика това означава, че паралелно на идеалния индуктивен елемент винаги има включен кондензатор.

## Описание
Когато два проводника, имащи различни потенциали се намират близко един до друг, си влияят чрез електрическото поле и съхраняват в себе си противоположни електрически заряди, както кондензатора. Промяна на потенциала v между проводниците изисква ток i към или от проводника, за да го зареди.
{\displaystyle i=C{\frac {dv}{dt}}\,}
Където C е капацитета между проводниците.
Когато напрежението се променя бавно, както при нискочестотните електронни схеми, допълнителният ток е пренебрежимо малък, но когато напрежението се променя бързо, както при високочестотните схеми, допълнителният ток, който протича е голям и може да повлияе силно на работата на електронната схема. Това може да доведе до грешки при отчитане състоянието на някои логически елементи. Чувствителните на променящ се капацитет схеми се изработват в метален корпус играещ ролята на фарадеев кафез. Паразитният капацитет е възможно да намали качеството на полезния сигнал при определена честота. Именно затова се изработват специални високочестотни кабели (коаксиален тип) и други видове, а не се ползват обикновени захранващи кабели.